# Hollywood Rose
Hollywood Rose — группа, основанная в 1983 году и известная тем, что в конечном счёте она перерастёт в Guns N’ Roses. Группа была основана Экслом Роузом, Иззи Стрэдлином и Крисом Вебером, на живых выступлениях с ними также играли Рик Марс, Андре Трокс, Джонни Крайс и Стив Дэрроу. В 1984 году Роуз, Стрэдлин, Вебер и Крайс записали пять демо. Однако вскоре группу покинул Стрэдлин, Вебер и Крайс были заменены на Слэша и Стивена Адлера (оба пришли из группы Road Crew) и в конечном итоге Hollywood Rose прекратила своё существование.
Кратковременное воссоединение произошло в 1985 году. Состав включал в себя Роуза, Стрэдлина, Вебера, Дэрроу и нового ударника Роба Гарднера, пришедшего из L.A. Guns. Вскоре Вебера заменил ещё один участник L.A. Guns Трэйси Ганс и группа сменила название на Guns N’ Roses (сочетание названий L.A. Guns и Hollywood Rose). Дэрроу сменил басист L.A. Guns Оле Бах и, в конце концов, Ганса, Гарднера и Баха сменили Слэш, Адлер и Дафф МакКаган (игравший с последними в Road Crew). Такой состав стал первым классическим составом Guns N’ Roses.
Демо, записанные в 1984 году, были изданы двадцать лет спустя под названием The Roots of Guns N’ Roses. Часть материала Hollywood Rose вышла на альбомах Guns N’ Roses Live ?!*@ Like a Suicide (1986), Appetite for Destruction (1987), Live From The Jungle (1987) и G N’ R Lies (1988).

## 1983—1984 годы
Крис Вебер и Иззи Стрэдлин познакомились на стоянке бара Rainbow Bar and Grill в Калифорнии и решили создать группу. По приглашению Стрэдлина в группу вступил Эксл Роуз, тогда ещё известный как Билли Роуз. Они отыграли несколько концертов в Северном Голливуде, где им помогали Рик Марс, Андре Трокс, Джонни Крайс и Стив Дэрроу, после чего Роуз сменил имя на Эксл. Группа хотела назвать себя Rose, но выяснилось, что это название уже занято Нью-Йоркской группой, так появилось имя Hollywood Rose. Заняв деньги у отца Вебера, Hollywood Rose в составе Роуза, Стрэдлина, Вебера и Крайса записали пять демо в Голливуде в 1984 году. После ряда концертов Роуз выгнал Вебера из группы. На смену ему пришёл гитарист Road Crew Сол Хадсон, он же Слэш. Недовольный изгнанием Вебера, Hollywood Rose покинул Иззи. В то же время Крайса сменяет ударник Road Crew Стивен Адлер. Группа прекращает своё существование после концерта в ночном клубе Troubadour в Лос-Анджелесе. Эксл уходит в L.A. Guns, Слэш принимает приглашение Мэтта Смита вступить в Poison.

## Весна 1985 года
Группа воссоединилась в составе Роуза, Стрэдлина, Вебера, Дэрроу и ударника L.A. Guns Роба Гарднера. Вебер вскоре уехал в Нью-Йорк и его место занял Трэйси Ганс. Коллектив состоял уже наполовину из участников Hollywood Rose и наполовину из участников L.A. Guns, так что название было изменено на Guns N’ Roses. Ненадолго пришедший в группу Оле Бах скоро был заменён на басиста Road Crew Даффа МакКагана. Трэйси Ганс после ссоры с Роузом вернулся в L.A. Guns, а на его место пришёл Слэш. Гарднер покидает группу, и в неё входит Стивен Адлер. Изменения состава наконец прекращаются. Участники Guns N’ Roses — Эксл, Слэш, Иззи, Дафф и Стивен.

## The Roots of Guns N' Roses
Вебер, создавший после ухода из Guns N’ Roses группу U.P.O., продал пять демо Hollywood Rose в 2004 году. На альбом The Roots of Guns N’ Roses помимо них вошло десять миксов. Пять из них сделал на тот момент уже бывший гитарист Guns N’ Roses Гилби Кларк, в двух песнях была наложена гитара в исполнении Трэйси Ганса. Другие пять сделал Фред Коури, заменявший Стивена Адлера, когда тот сломал запястье.
Эксл Роуз пытался запретить выпуск альбома и подал в суд на Cleopatra Records. Слэш и Дафф также получили от него обвинения. 6 июля 2004 года Федеральный окружной суд США отказал Роузу в его исках. Вышедший The Roots of Guns N’ Roses представляет собой фактически документальную ценность.

## Участники группы
- Эксл Роуз — вокал
- Иззи Стрэдлин — ритм-гитара
- Крис Вебер — гитара
- Рик Марс — бас-гитара
- Джонни Крайс — ударные
- Андре Трокс — бас-гитара
- Стив Дэрроу — бас-гитара
- Слэш — гитара
- Стивен Адлер — ударные
- Роб Гарднер — ударные
- Трэйси Ганс — гитара